# Różanka (gromada w powiecie włodawskim)
Różanka – dawna gromada, czyli najmniejsza jednostka podziału terytorialnego Polskiej Rzeczypospolitej Ludowej w latach 1954–1972.
Gromady, z gromadzkimi radami narodowymi (GRN) jako organami władzy najniższego stopnia na wsi, funkcjonowały od reformy reorganizującej administrację wiejską przeprowadzonej jesienią 1954 do momentu ich zniesienia z dniem 1 stycznia 1973, tym samym wypierając organizację gminną w latach 1954–1972.
Gromadę Różanka z siedzibą GRN w Różance utworzono – jako jedną z 8759 gromad na obszarze Polski – w powiecie włodawskim w woj. lubelskim na mocy uchwały nr 17 WRN w Lublinie z dnia 5 października 1954. W skład jednostki weszły obszary dotychczasowych gromad Różanka, Stawki i Konstantyn ze zniesionej gminy Włodawa w tymże powiecie. Dla gromady ustalono 15 członków gromadzkiej rady narodowej.
1 stycznia 1962 do gromady Różanka włączono wieś Lack ze zniesionej gromady Dołhobrody w tymże powiecie.
1 stycznia 1969 gromadę zniesiono, włączając jej obszar do gromad Włodawa (wsie Konstantyn, Różanka i Stawki) i Hanna (wieś Lack) w tymże powiecie.